# Amblysomus hottentotus
Amblysomus hottentotus — вид ссавців родини златокротівих (Chrysochloridae). Він зустрічається в ПАР, Есватіні й, можливо, Лесото. Його природними середовищами існування є ліси помірного поясу, субтропічні чи тропічні сухі й вологі рівнинні ліси та сухі чагарники й луки, чагарникова рослинність середземноморського типу, савани, луки помірного поясу, піщані береги, орні землі, пасовища, плантації, сільські сади й міські території.

## Опис
Довжина голови-тулуба — від 10,4 до 13,5 см, вага — від 37 до 85 г. Статевий диморфізм виражений, самці в середньому трохи більші за самиць. Як і в інших златокротівих, тіло має веретеноподібну форму і не має видимих зовні вух або хвоста. Шерсть на спині може бути забарвлена від каштаново-коричневого з червонуватим відтінком до коричнево-чорного і рудувато-чорного. З боків тіла колір хутра змінюється на рудувато-коричневий. Низ зазвичай світло-коричневий, червонувато-коричневий або мутно-помаранчевий. Іноді темно-коричнева лінія проходить посередині від горла до живота. Інтенсивність червоного відтінку хутра сильно відрізняється в окремих популяціях. Обличчя, як правило, світліше, ніж спина. Кінцівки мають коротку міцну будову. Зверху задня лапа має чорнуватий або жовтуватий або червонувато-коричневий відтінок.

## Спосіб життя
Живе поодиноко, під землею в самостійно виритих норах і тунелях. Тварини риють потужними передніми кігтями, задніми лапами впираються в стіну або відсувають пухкий ґрунт убік. Сальтоподібним поворотом вони можуть змінювати положення і напрямок, потім сипучий матеріал виштовхується в бічні проходи або на поверхню за допомогою мускулистої голови і плечей. Це створює купи землі, які іноді добре видно на поверхні біля входів. Відомі дві різні форми будівництва. З одного боку є тунелі прямо під поверхнею, які використовуються для пошуку їжі, з іншого боку є більш глибокі тунелі, які простягаються приблизно на 10-50 см нижче поверхні землі. Індивідуальні тунелі мають діаметр від 4 до 6 см, залежно від розміру особини. Вони утворюють складні системи коридорів, які, згідно з дослідженнями в парку Умдоні, можуть мати довжину від 9,5 до 240 м. Щоденне збільшення довжини тунелів становить від 4 до 12,4 м для тих, що знаходяться біля поверхні, і до 9 м для тих, що знаходяться глибше, це залежить від природи надр. У глибших ходах є окремі круглі камери діаметром від 15 до 20 см, які містять гніздо з листя та трави, яке використовується як місце відпочинку та для відступу. Крім того, є дві або три евакуаційні камери, які досягають глибини до 94 см і до яких ведуть спіральні проходи. Тварини активно й агресивно захищають свою тунельну систему від зловмисників. Панівні тварини іноді захоплюють сусідню систему тунелів і таким способом розширюють свою територію. Цей вид активний і вдень, і вночі. Основні періоди активності припадають на сутінки та опівночі. Рівень активності залежить від температури навколишнього середовища ґрунту. При температурі нижче 15 °C або вище 30 °C тварини впадають у заціпеніння, що супроводжується падінням температури тіла та зниженням швидкості метаболізму. Вид має м’ясоїдну й комахоїдну дієту. Основний раціон складають наземні безхребетні. Згідно з дослідженнями вмісту шлунка в Квазулу-Натал, дощові черв'яки переважають з часткою 97%, решта складається з личинок жуків-скарабеїв, равликів, слимаків, цвіркунів і павуків, а також тонкого рослинного матеріалу. Розмноження відбувається цілий рік, але максимум припадає на літо, яке в середньому більш вологе і тепле. Виводок складається з одного-трьох дитинчат. Новонароджені мають вагу ≈ 4,5 г. Коли вони важать від 35 до 40 г, дитинчата залишають материнське гніздо.